# سام براون
سام براون (بالإنجليزية: Sam Brown)‏  (و. 1964  م) هي مغنية، ومغنية مؤلفة، ومنتجة أسطوانات بريطانية، تستخدم آلات Upright piano ‏، وآلة مفاتيح، وأكلال.

## وصلات خارجية
- سام براون على موقع IMDb (الإنجليزية)
- سام براون على موقع ميوزك برينز (الإنجليزية)
- سام براون على موقع أول ميوزيك (الإنجليزية)
- سام براون على موقع ديسكوغز (الإنجليزية)
- سام براون على موقع قاعدة بيانات الفيلم (الإنجليزية)

- سام براون في قاعدة بيانات الأفلام على الإنترنت